# عبد العزيز المغراوي
أبو فارس عبد العزيز المغراوي (ت. 1605) كان شاعرًا مغربيًا وأول مؤلف معروف لقصيدة مكتوبة بالملحون.